# 아카데미 안무상
아카데미 안무상(Academy Award for Best Dance Direction)은 아카데미상의 폐지된 부문 중 하나로, 1935년부터 1937년까지 행해졌다.

## 수상 목록
- 제8회 아카데미상(1935): 브로드웨이 멜로디 오브 1936
- 제9회 아카데미상(1936): 위대한 지그펠드
- 제10회 아카데미상(1937): A Damsel in Distress